# قائمة سلاطين جزر القمر
سلاطين جزر القمر عدة سلالات من زعماء وملوك ذو أعراق مختلفة تولوا مقاليد الحكم في أرخبيل على المحيط الهندي بالقرب من الساحل الشرقي لأفريقيا مكوّن من أربع جزر رئيسية (هنزوان، والقمر الكبرى، وموهيلي، ومايوته) والتي أطلق عليها لاحقًا (جزر القمر). وكان لكل جزيرة سلطان يدير شؤون المجتمع فيها إلا القمر الكبرى فكانت مقسّمة إلى عدة سلطنات لم تتفق المراجع على عددها ولكن تتراوح ما بين 9 إلى 20 سلطنة منها سلطنات اندمجت مع سلطنات أخرى في وقت مبكر ومنها ما بقيت تابعة لسلطنة رئيسية. وتقدر فترة حكم السلاطين منذ القرن الخامس عشر وحتى تاريخ الاستعمار الرسمي لجزر القمر عام 1912 من قبل الإمبراطورية الفرنسية.

## قائمة السلاطين

### جزيرةهنزوان
| فترة الحكم (م) | فترة الحكم (م) | السلطان                                                  | ملاحظات                                           |
| -------------- | -------------- | -------------------------------------------------------- | ------------------------------------------------- |
| 1400           | 1440           | حسن بن محمد بن عيسى الشيرازي                             | أول سلاطين هنزوان                                 |
| 1440           | 1482           | محمد بن حسن بن محمد الشيرازي                             | سلطان هنزوان ومايوته                              |
| 1482           | 1492           | علوي بن أبي بكر الأهدل                                   | كوصي للعرش                                        |
| 1492           | 1530           | حليمة بنت محمد بن حسن الشيرازي (حليمة الأولى)            | زوجة علوي الأهدل                                  |
| 1530           | 1541           | فاني علي بن محمد بن حسن الشيرازي                         |                                                   |
| 1541           | ؟؟؟            | عيدروس بن علوي بن أبي بكر الأهدل                         |                                                   |
| ؟؟؟            | 1632           | موانا ويتو بنت شاه بن فاني علي الشيرازي (أم النوعة)      |                                                   |
| 1632           | 1670           | حليمة بنت علوي المسيلي (حليمة الثانية)                   |                                                   |
| 1670           | 1679           | سالم بن صالح بن أحمد آل الشيخ أبي بكر (سالم الأول)       | الفترة الأولى                                     |
| 1679           | 1707           | أبو بكر بن علوي بن حسين بن عيدروس الأهدل                 |                                                   |
| 1707           | 1736           | سالم بن صالح بن أحمد آل الشيخ أبي بكر (سالم الأول)       | الفترة الثانية                                    |
| 1736           | 1782           | أحمد بن صالح بن عمر آل الشيخ أبي بكر                     |                                                   |
| 1782           | 1788           | عبد الله بن محمد المسيلي (عبد الله الأول)                | الفترة الأولى                                     |
| 1788           | 1792           | حليمة بنت محمد بن عبد الله الأول المسيلي (حليمة الثالثة) |                                                   |
| 1792           | 1796           | عبد الله بن محمد المسيلي (عبد الله الأول)                | الفترة الثانية                                    |
| 1796           | 1816           | علوي بن حسين الشيرازي (علوي الأول)                       |                                                   |
| 1816           | 1832           | عبد الله بن علوي الأول الشيرازي (عبد الله الثاني)        | الفترة الأولى، سلطان هنزوان ومايوته               |
| 1832           | 1832           | علي بن علوي الأول الشيرازي                               |                                                   |
| 1832           | 1836           | عبد الله بن علوي الأول الشيرازي (عبد الله الثاني)        | الفترة الثانية، سلطان هنزوان ومايوته              |
| 1836           | 1840           | علوي بن عبد الله الثاني الشيرازي (علوي الثاني)           |                                                   |
| 1840           | 1855           | حسن بن علوي الأول الشيرازي (سالم الثاني)                 |                                                   |
| 1855           | 1891           | عبد الله بن سالم الثاني الشيرازي (عبد الله الثالث)       |                                                   |
| 1891           | 1891           | سالم بن عبد الله الثالث الشيرازي (سالم الثالث)           |                                                   |
| 1891           | 1891           | عثمان بن سالم الثاني الشيرازي                            |                                                   |
| 1891           | 1892           | عمر بن حسن بن عبد الله الأول المسيلي                     |                                                   |
| 1892           | 1912           | محمد بن عمر بن حسن المسيلي                               | آخر سلاطين هنزوان خاصة وآخر سلاطين جزر القمر عامة |

### جزيرةالقمر الكبرى

#### سلطنة بامباو
| فترة الحكم (م) | فترة الحكم (م) | السلطان                                  | ملاحظات           |
| -------------- | -------------- | ---------------------------------------- | ----------------- |
| 1813           | 1875           | أحمد بن علي آل الشيخ أبي بكر (موني موكو) |                   |
| 1883           | 1893           | علي بن عمر بن حسن المسيلي                | آخر سلاطين بامباو |

#### سلطنة إتساندرا
| فترة الحكم (م) | فترة الحكم (م) | السلطان   | ملاحظات |
| -------------- | -------------- | --------- | ------- |
|                | 1883           | موسى فومو |         |

#### سلطنة بادجيني
| فترة الحكم (م) | فترة الحكم (م) | السلطان                                 | ملاحظات            |
| -------------- | -------------- | --------------------------------------- | ------------------ |
|                | 1889           | هاشم بن أحمد موني موكو آل الشيخ أبي بكر | آخر سلاطين بادجيني |

### جزيرةموهيلي
| فترة الحكم (م) | فترة الحكم (م) | السلطان                                           | ملاحظات              |
| -------------- | -------------- | ------------------------------------------------- | -------------------- |
| 1600           | ؟؟؟            | أبو بكر بن حسين بافقيه                            | أول سلاطين موهيلي    |
| ؟؟؟            | ؟؟؟            | عبد الله بن أبي بكر بن حسين بافقيه                |                      |
| ؟؟؟            | 1828           | مختار بن أبي بكر بافقيه                           |                      |
| 1828           | 1832           | عثمان بن محمد                                     |                      |
| 1832           | 1841           | رامانيتاكا الملقاشي (عبد الرحمن الأول)            | سلطان موهيلي ومايوته |
| 1841           | 1868           | فاطمة بنت عبد الرحمن الأول الملقاشي (جومبي فاطمة) | الفترة الأولى        |
| 1868           | 1871           | محمد بن محمد بن ناصر البوسعيدي                    |                      |
| 1871           | 1878           | فاطمة بنت عبد الرحمن الأول الملقاشي (جومبي فاطمة) | الفترة الثانية       |
| 1878           | 1885           | عبد الرحمن بن محمد بن ناصر البوسعيدي              |                      |
| 1885           | 1886           | محمد بن مختار بن أبي بكر بافقيه                   |                      |
| 1886           | 1888           | مرجان بن عبده آل الشيخ أبي بكر                    |                      |
| 1889           | 1897           | محمود بن محمد بن ناصر البوسعيدي                   | آخر سلاطين موهيلي    |

### جزيرةمايوته
| فترة الحكم (م) | فترة الحكم (م) | السلطان                                                          | ملاحظات                           |
| -------------- | -------------- | ---------------------------------------------------------------- | --------------------------------- |
| 1400           | 1438           | عثمان بن أحمد الشيرازي                                           | أول سلاطين مايوته                 |
| 1438           | 1443           | محمد بن حسن بن محمد الشيرازي                                     | سلطان هنزوان ومايوته              |
| 1443           | ؟؟؟            | عيسى بن محمد بن حسن الشيرازي                                     |                                   |
| 1590           | 1595           | آمنة بنت عيسى بن محمد الشيرازي                                   |                                   |
| 1595           | 1620           | بونا فومو بن علي الشيرازي                                        |                                   |
| 1620           | 1640           | علي بن بونا فومو بن علي الشيرازي                                 |                                   |
| 1640           | 1680           | عمر بن علي بن بونا فومو الشيرازي                                 |                                   |
| 1680           | 1700           | علي بن عمر بن علي بن بونا فومو الشيرازي                          |                                   |
| 1700           | 1727           | أبو بكر بن عمر بن علي بن بونا فومو الشيرازي                      |                                   |
| 1727           | 1750           | سالم الأول الشيرازي                                              |                                   |
| 1750           | 1790           | بونا كمبو بن سالم الأول الشيرازي (بونا كمبو الأول)               |                                   |
| 1790           | 1807           | صالح بن محمد بن بشير المنذري (سالم الثاني)                       |                                   |
| 1807           | 1817           | صويلح بن سالم الثاني المنذري                                     |                                   |
| 1817           | 1829           | أحمد بن بونا كمبو الأول الشيرازي                                 |                                   |
| 1829           | 1832           | بونا كمبو بن أحمد بن بونا كمبو الأول الشيرازي (بونا كمبو الثاني) |                                   |
| 1832           | 1833           | أندريانتسولي الملقاشي                                            | الفترة الأولى                     |
| 1833           | 1835           | رامانيتاكا الملقاشي (عبد الرحمن الأول)                           | سلطان موهيلي ومايوته              |
| 1835           | 1836           | عبد الله بن علوي بن حسين الشيرازي (عبد الله الثاني)              | سلطان هنزوان ومايوته              |
| 1836           | 1843           | أندريانتسولي الملقاشي                                            | الفترة الثانية، آخر سلاطين مايوته |

### استشهادات
1. ↑  "Histoire des Comores". MweziNet. مؤرشف من الأصل في 2020-08-12.